# Nässuma
Koordinaten: 58° 17′ N, 22° 48′ O
Nässuma (deutsch Nessoma) ist ein Dorf (estnisch küla) auf der größten estnischen Insel Saaremaa. Es gehört zur Landgemeinde Saaremaa (bis 2017: Landgemeinde Pihtla) im Kreis Saare.

## Einwohnerschaft und Lage
Das Dorf hat 23 Einwohner (Stand 31. Dezember 2011). Es liegt 19 Kilometer nordöstlich der Inselhauptstadt Kuressaare, unweit der Ostsee-Küste.

## Geschichte
Das Dorf wurde erstmals in den 1520er Jahren unter dem Namen Neszenbeke urkundlich erwähnt.